# Thiết sam
Thiết sam (danh pháp khoa học: Tsuga dumosa (Trung văn giản thể: 云南铁杉; Trung văn phồn thể: 云南铁杉; pinyin: tiěshān Yúnnán, Hán Việt: thiết sam Vân Nam), là một loài của thông thuộc Họ Thông có nguồn gốc phía đông Himalaya. Loài này được Eichler miêu tả khoa học và chuyển sang chi Tsuga lần đầu tiên năm 1887, trên cơ sở danh pháp cũ của loài này là Pinus dumosa do D. Don đặt năm 1825.

## Mô tả
Thiết sam phân bố ở một số khu vực của Ấn Độ, Miến Điện, Việt Nam, Tây Tạng, và Trung Quốc. Trong phạm vi nguồn gốc của nó, cây được sử dụng cho xây dựng cũng như cho đồ nội thất. Tại châu Âu và Bắc Mỹ, đôi khi gặp phải như là một loài cây cảnh và lần đầu tiên được đưa đến Vương quốc Anh năm 1838.
Thiết sam là một cây cao từ 20 đến 25 m và đặc biệt đến 40 m. Đường kính ngang ngực thường là 40 đến 50 cm (16 đến 20 năm), nhưng có thể được vượt quá 100 cm (40 in). Chóp trên cây nhỏ được hình trứng và hình thức của chúng giống như bụi cây rủ xuống. Gỗ cây có màu vàng nâu với một cấu trúc tinh tế và vân thẳng.

## Liên kết ngoài

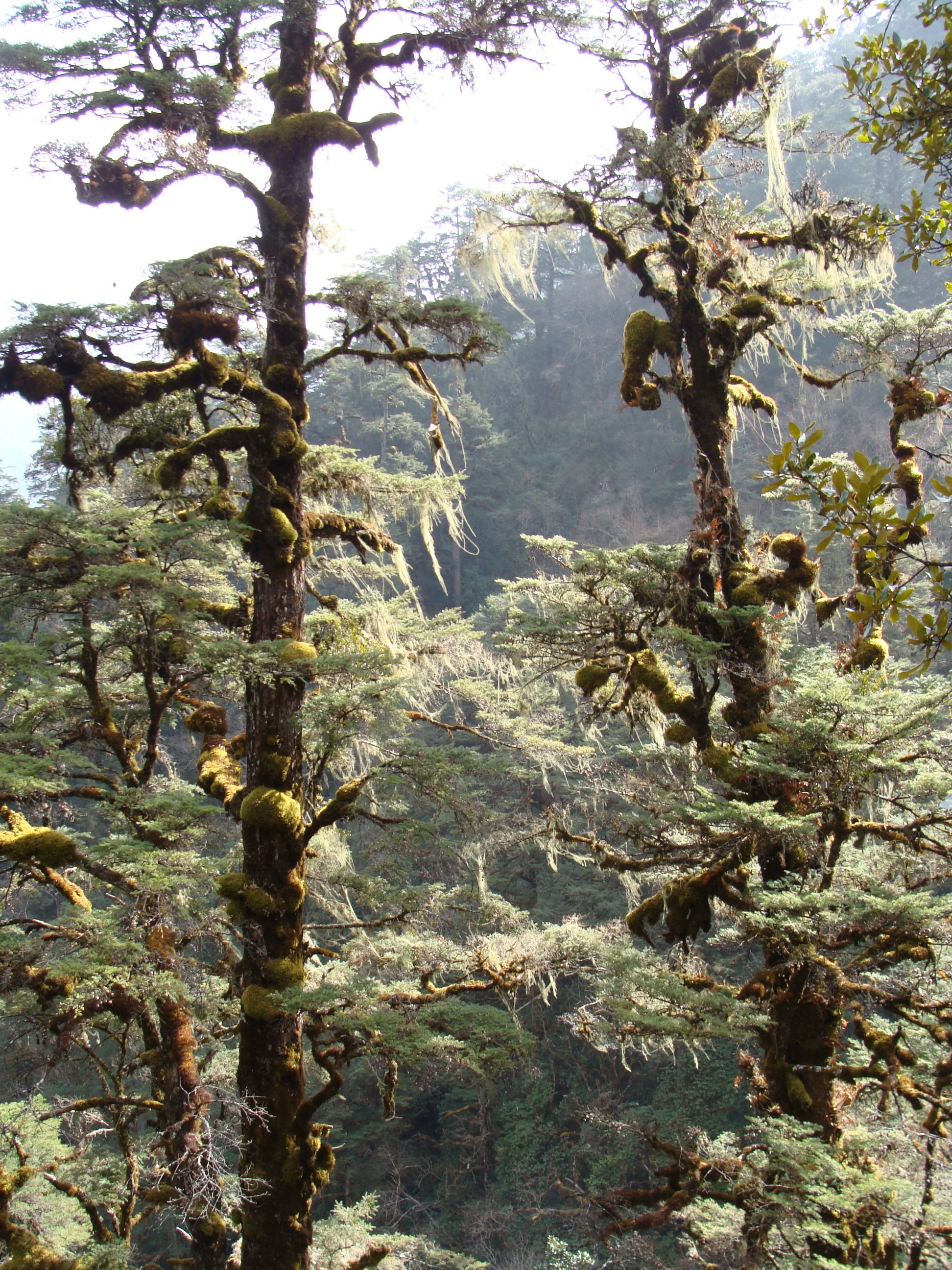
Thiết sam ở Bhutan